# Elephant Six
Elephant Six est un collectif américain, fondé à Denver en 1991, par les amis d'enfance Bill Doss, Will Cullen Hart, Jeff Mangum, et Robert Schneider. Il est composé de plus d'une cinquantaine de groupes, dont les plus connus sont Neutral Milk Hotel, Olivia Tremor Control, Elf Power, Of Montreal ou encore The Apples in Stereo, groupes importants de la scène musicale indépendante.
Cependant, Elephant Six a connu des difficultés, notamment organisationnelles, et de nombreux groupes qui le composent ont mené de leur côté des projets ou signé chez d'autres labels, laissant le collectif en suspens.

## Histoire

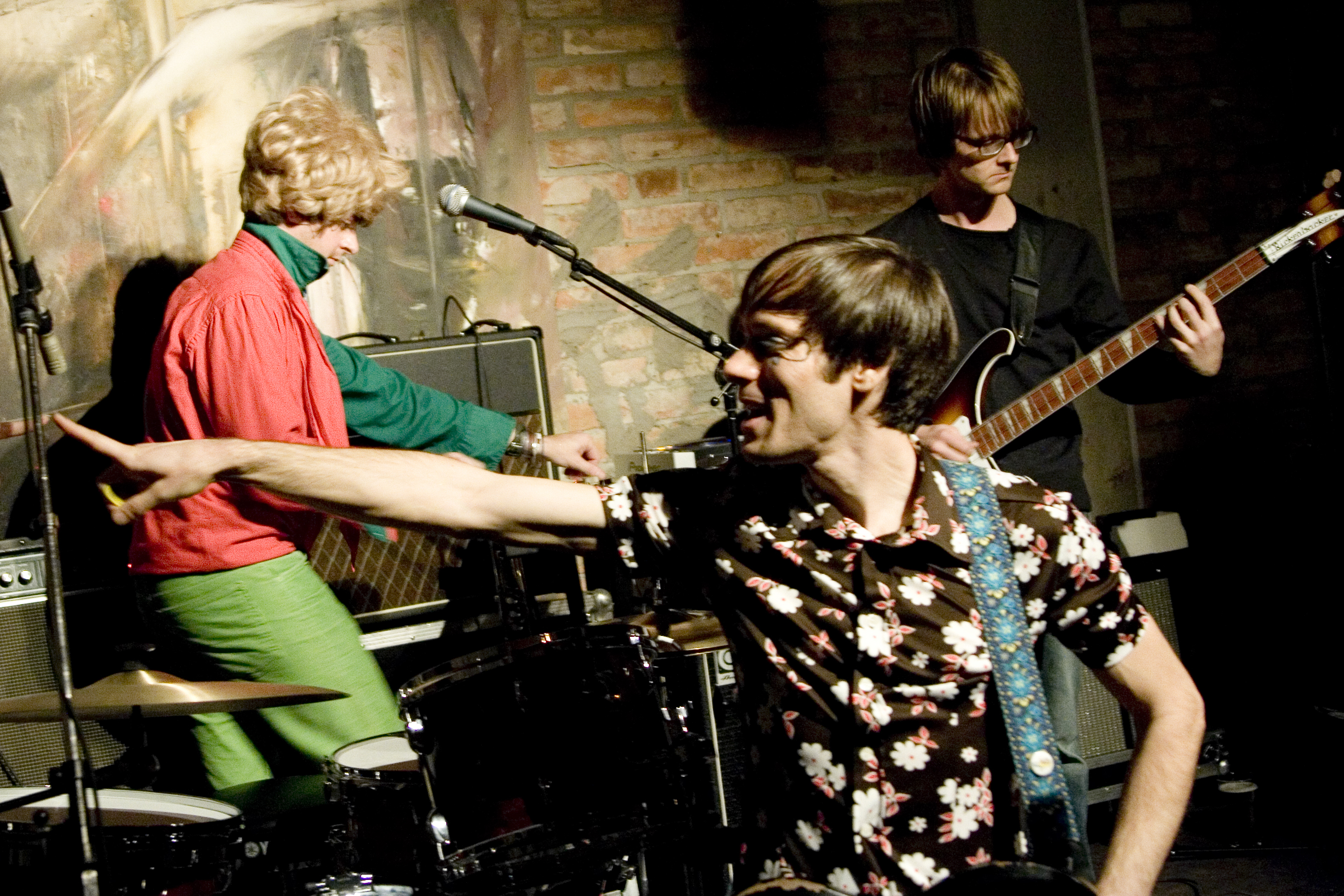
Of Montreal, l'un des groupes composant le collectif Elephant Six, à Göteborg en 2005.

Le collectif est fondé à Denver, dans le Colorado par les amis d'enfance Robert Schneider, Bill Doss, Will Cullen Hart et Jeff Mangum, en plus des membres d'Apples in Stereo Jim McIntyre et Hilarie Sidney. Schneider, Doss, Hart et Mangum ont grandi en faisant de la musique et en se partageant des cassettes audio à Ruston, Louisiane, pendant le lycée.
En 2008, le logo d'Elephant 6 est utilisé lorsque Julian Koster sort Music Tapes For Clouds and Tornadoes sous le nom de the Music Tapes. Il assemble aussi la tournée The Elephant 6 Holiday Surprise Tour qui fait participer Will Cullen Hart et Bill Doss d'Olivia Tremor Control, Scott Spillane des Gerbils, Andrew Reiger et Laura Carter d'Elf Power, Theo Hilton de Nana Grizol, John Fernandes et Eric Harris d'OTC, The Music Tapes et Circulatory System, Robbie Cucchiaro des Music Tapes, Charlie Johnston et Suzanne Allison de the 63 Crayons, Nesey Gallons, Jeff Mangum, et Peter Erchick. Cette tournée d'ensemble fait revenir Elephant 6 dans sa période productive et cohésive. Le show prend place au All Tomorrow's Parties en mars 2012 à Minehead, en Angleterre.